# Albert Madörin
Albert Madörin (17 marzo 1905 – Basilea, giugno 1960) è stato un bobbista svizzero.

## Biografia
Ai VI Giochi olimpici invernali (edizione disputatasi nel 1952 a Oslo, Norvegia) vinse la medaglia di bronzo nel Bob a 4 con i connazionali Fritz Feierabend, André Filippini e Stephan Waser. Meglio di loro le nazionali statunitense e tedesca (medaglia d'oro).
Il tempo segnato fu di 5:11,70, quasi un secondo di differenza da quella statunitense (5:10,84) e quasi quattro secondi dalla prima classificata (5:07,84).
Oltre alle medaglie olimpiche conquistò una medaglia d'argento ai campionati mondiali:
- nel 1950, medaglia d'oro nel bob a quattro con Fritz Feierabend, Romi Spada e Stephen Waser.